# Przezierka ostrożenianka
Przezierka ostrożenianka (Anania perlucidalis) −  gatunek motyla z rodziny wachlarzykowatych, występujący w Europie, również w Polsce.
Rozpiętość skrzydeł tego gatunku waha się 21–23 mm. W zależności od miejsca występowania motyle te latają w okresie od czerwca do sierpnia. Larwy żerują na ostrożniu warzywnym i innych gatunkach ostrożnia.